# کارلوس خوارز (بازیکن فوتبال)
کارلوس خوارز (انگلیسی: Carlos Juárez؛ زادهٔ ۲۴ آوریل ۱۹۷۲) بازیکن فوتبال اهل آرژانتین است.
از باشگاه‌هایی که در آن بازی کرده‌است می‌توان به باشگاه فوتبال ناسیونال اروگوئه، باشگاه فوتبال مونته‌ویدئو واندررز، باشگاه فوتبال ال‌دی‌یو کیتو، باشگاه فوتبال لانوس، باشگاه فوتبال اسپورتینگ کریستال، و باشگاه فوتبال رئال مورسیا اشاره کرد.
وی همچنین در تیم ملی فوتبال اکوادور بازی کرده‌است.